# B7 (sittvagn)
B7 är en svensk järnvägsvagn (2:a klass) av 1980-talstyp.

## Historik
Den första B7:an levererades 1979 och vagntypen som tillsammans med förstaklassvagnen A7 utgör stommen i SJ:s loktåg levererades fram till 1990 i totalt 171 exemplar.
Några av vagnarna byggdes på 1990-talet om till flera andra typer av vagnar men i samband med SJ:s moderniseringsprogram byggdes dessa tillbaka till B7. De renoverade B7:orna har nya stolar, eluttag och moderniserad inredning samt känns igen på den vita listen runt dörrarna. Vagnarna renoverades återigen från 2009 och målades om i svart exteriör.